# Evgraf Vladimirovitch Davydov
Pour les articles homonymes, voir Davydov.
Evgraf Vladimirovitch Davydov (en russe : Давыдов, Евграф Владимирович, translittération : Evgraf Vladimirovitch Davydov, 1775-1823) fut un général de hussards, Russe, colonel des Hussards de Lubensky et Hussards de la Garde.

## Biographie
Colonel des Hussards de la Garde en 1803, blessé à la Bataille d'Ostrovno, décoré de l'Ordre de Saint-Georges lors de la Bataille de Leipzig où il perdit la main droite et le pied gauche.
Louis Réau le décrit ainsi en évoquant Oreste Kiprensky l'auteur du tableau au Musée russe : « Davydov, en uniforme de colonel de hussard, la main campée sur la hanche, dans une attitude provocante, pleine de désinvolture, et de crânerie » .  
Dans son recueil Officiers et Poètes russes Zakhar Prilepine commence son chapitre consacré au général de division Denis Davydov par ces vers  qui campent le poète et le général :
« J'aime les sanglantes mêlées 

Je suis né pour servir le tsar!

Un sabre, de la vodka, un cheval de hussard,

Et me voilà au comble de la félicité » (Evgraf Davydof)
Pour Z. Prilepine, la place de Davydof est incontestable dans la littérature russe et s'il avait écrit plus il aurait peut-être occupé une place littéraire plus en vue. Il est selon l'écrivain : « Le général le plus connu parmi tous les illustres poètes russes et le poète le plus connu parmi tous les illustres généraux russes ».